# Oedudes
Oedudes is een kevergeslacht uit de familie van de boktorren (Cerambycidae). De wetenschappelijke naam van het geslacht werd voor het eerst geldig gepubliceerd in 1868 door Thomson.

## Soorten
Oedudes omvat de volgende soorten:
- Oedudes alayoi (Zayas, 1956)
- Oedudes anulatus Lingafelter, 2013
- Oedudes bifasciatus (Bates, 1869)
- Oedudes callizona (Bates, 1881)
- Oedudes ramsdeni (Fisher, 1926)
- Oedudes roberto (Fisher, 1935)
- Oedudes scaramuzzai (Fisher, 1936)
- Oedudes spectabilis (Drury, 1782)